# Загороддя (село)
Загоро́ддя — село в Україні, у Вишнівецькій селищній громаді Кременецького району Тернопільської області.
Від вересня 2015 року ввійшло у склад Вишнівецької селищної громади.

## Розташування
Розташоване на лівому березі річки Горинь, на півдні району, за  15 км від найближчої залізничної станції Карначівка.

## Назва
Назва походить від місця розташування — «за городом», тобто за містом (нині смт Вишнівець).

## Історія
Перша письмова згадка — 1593 р. як власність Олександри Чарторийської (Вишневецької), яка 2 січня 1598 р. продала село Михайлові Вишневецькому.
У 1890-х рр. функціонували фільварок і корчма. 1926 р. велика земельна власність належала Гризунову. Діяли філії «Просвіта» та інших товариства, а також кооператива і хор.
У 1931 р. в селі проживало 650 осіб, працювало одне промислове підприємство. На 1936 рік село входило до ґміни Вишневець Кременецького повіту.
Від 1 липня 1941 р. до 6 березня 1944 р. село — під нацистською окупацією. Під час німецько-радянської війни в Червоній армії загинули або пропали безвісти 20 уродженців села. В ОУН і УПА перебували, загинули, репресовані, симпатики — 30 осіб; криївка на подвір'ї А. Баран.
12 червня 2020 року, відповідно до Розпорядження Кабінету Міністрів України від  № 724-р «Про визначення адміністративних центрів та затвердження територій територіальних громад Тернопільської області», село увійшло до складу Вишнівецької селищної громади.
19 липня 2020 року, в результаті адміністративно-територіальної реформи та ліквідації Збаразького району, село увійшло до складу новоутвореного Кременецького району.

## Населення
Дворів — 170.
| Чисельність населення, чол. | Чисельність населення, чол. | Чисельність населення, чол. | Чисельність населення, чол. | Чисельність населення, чол. |
| 1931                        | 2001                        | 2014                        | 2015                        | 2016                        |
| --------------------------- | --------------------------- | --------------------------- | --------------------------- | --------------------------- |
| 650                         | 444                         | 401                         |                             |                             |

## Господарство
У вересні 1948 р. створено колгосп, згодом укрупнений; у 1990-х рр. розпайований.

## Релігія
Є дерев'яна церква Вознесіння Христового і пам'ятний хрест.

## Соціальна сфера
Діє торговий заклад; земельні паї орендує ПАП «Добрий самарянин».
Є став.

## Галерея

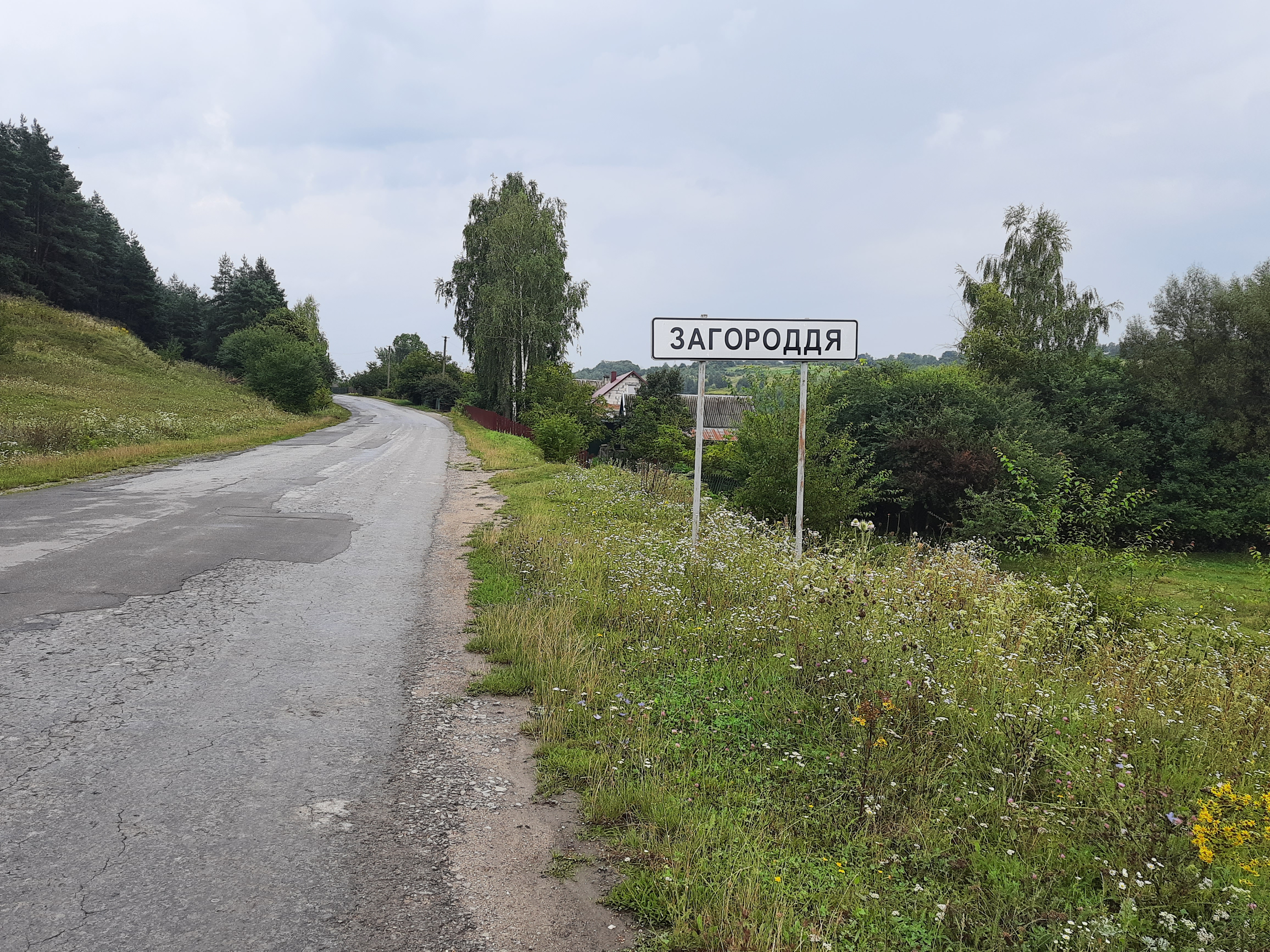
Дорожній знак при в'їзді в село
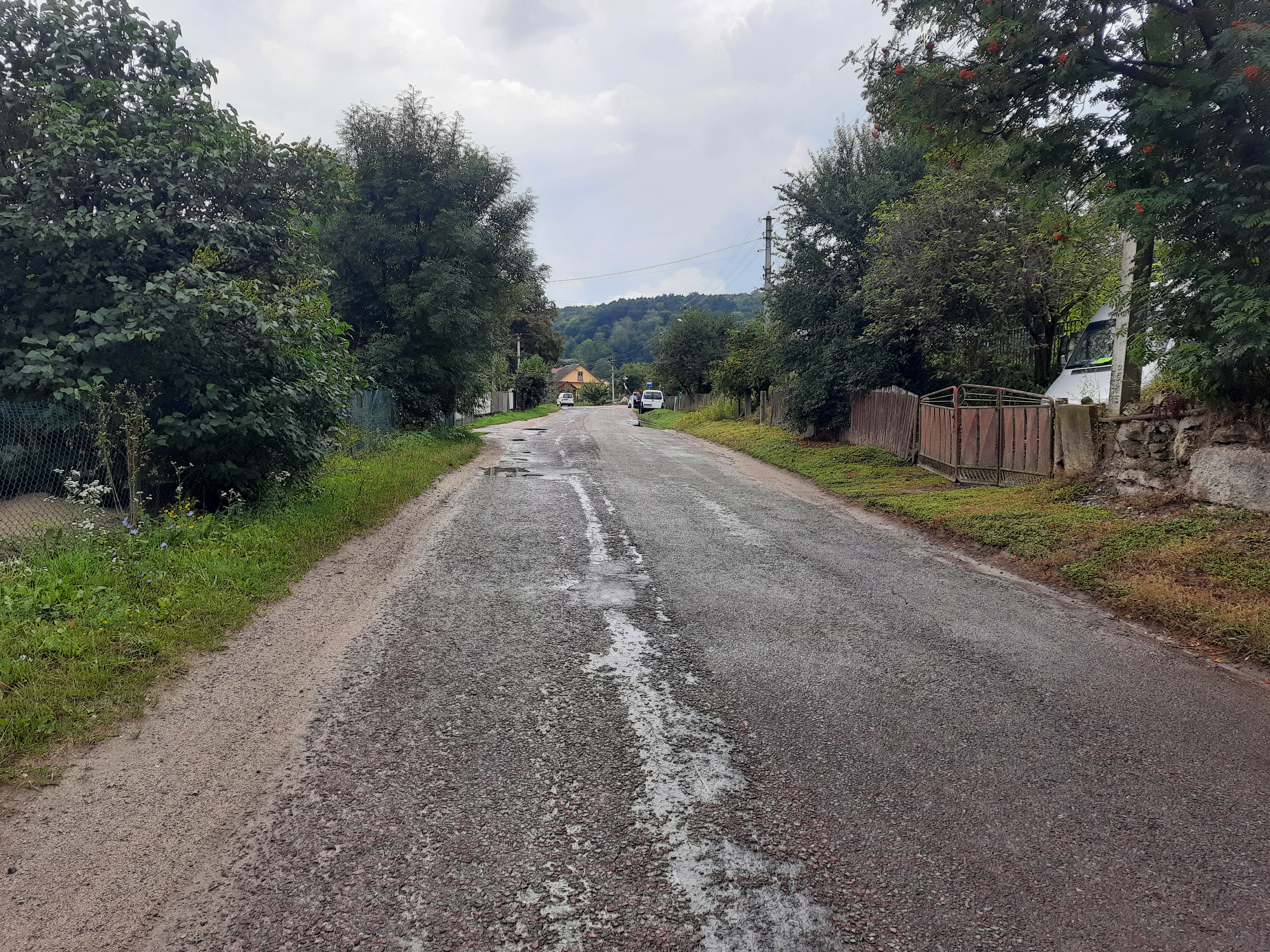
Сільська вулиця